# 第二代里奇蒙公爵埃斯米·斯圖亞特

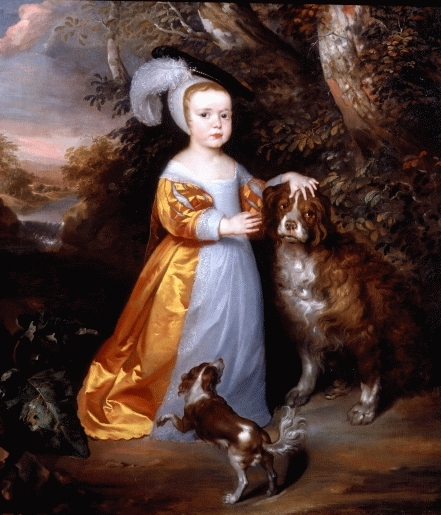
画像

埃斯米·斯图亚特，第二代里士满公爵、第五代伦诺克斯公爵（Esmé Stuart, 2nd Duke of Richmond, 5th Duke of Lennox，1649年—1660年8月10日），是第一代里奇蒙公爵詹姆斯·史都華与玛丽·维利尔斯之子。
埃斯米之父为保皇主义者，在英国内战中支持查理一世，1655年去世。埃斯米与其母流亡法国。1660年，因天花夭折于巴黎，年仅10岁。他的头衔传于其堂兄查尔斯·史都華。1660年9月4日，葬于威斯敏斯特教堂。